# Аді Гюттер
Адо́льф «А́ді» Гю́ттер (нім. Adolf Hütter; нар. 11 лютого 1970, Гогенемс) — австрійський футболіст, що грав на позиції півзахисника. По завершенні ігрової кар'єри — футбольний тренер. Головний наставник «Монако».

## Клубна кар'єра
Народився 11 лютого 1970 року в місті Гогенемс. Вихованець футбольної школи клубу «Альтах». ГАК (Грац).
У дорослому футболі дебютував 1989 року виступами за команду ГАК (Грац), проте закріпитись в ній не зумів і наступного сезону відправився до клубу ЛАСК (Лінц) з другого за рівнем дивізіону країни, в якому провів два сезони, взявши участь у 52 матчах чемпіонату. Після чого ще по сезону провів у клубаї другого дивізіону «Альтах» та ГАК (Грац)
Влітку 1993 року перейшов у «Казино» (Зальцбург) (більш відоме як «Аустрія»), з якою по три рази вигравав чемпіонат і Суперкубок Австрії, а 1994 року став фіналістом Кубка УЄФА.
2000 року Гюттер повернувся в ГАК (Грац), з яким у другому сезоні виграв Кубок Австрії, після чого став гравцем «Капфенберга», де провів ще три сезони у другому дивізіоні.
2005 року перейшов до молодіжної команди новоствореного клубу «Ред Булл», за яку відіграв 2 сезони у Регіональній лізі Австрії, після чого завершив професійну кар'єру футболіста.

## Виступи за збірну
1995 року дебютував в офіційних матчах у складі національної збірної Австрії. Протягом кар'єри у національній команді, яка тривала усього 2 роки, провів у формі головної команди країни 14 матчів, забивши 3 голи.

## Кар'єра тренера
Розпочав тренерську кар'єру відразу ж по завершенні кар'єри гравця, залишившись в молодіжній команді «Ред Булла», де став працювати асистентом, а у сезоні 2008/09 був головним тренером.
У червні 2009 року він пішов у відставку з поста головного тренера і очолив «Альтах», який вилетів з Бундесліги. Він провів у команді три сезони, двічі займаючи 2-е місце в підсумковій таблиці, але так і не зумів повернути команду в Бундеслігу, оскільки до вищої ліги виходив лише чемпіон дивізіону.
2012 року Гюттер став тренером «Гредіга» з яким в першому ж сезоні 2012/13 вийшов до Бундеслігі. А у наступному сезоні, який став для Гюттер дебютним у Бундеслізі, він зайняв з командою третє місце і кваліфікувався до Ліги Європи. Це був найбільший успіх в історії команди. Незважаючи на цей успіх, контракт продовжено не було.
Натомість 12 травня 2014 року Гюттер був призначений новим тренером діючих чемпіонів «Ред Булл». В зальцбурзькій команді Адольф провів один сезон, вигравши золотий дубль.
У вересні 2015 року очолив клуб швейцарської Суперліги «Янг Бойз», з яким в першому ж сезоні став віце-чемпіоном країни та кваліфікувався до Ліги чемпіонів. Наступного сезону «Янг Бойз» знову фінішували другими у чемпіонаті, а в сезоні 2017/18 очолювана ним команда дуже впевнено, з 15-тиочковим відривом від найближчого переслідувача, фінішувала на чолі турнірної таблиці чемпіонату Швейцарії, уперше з 1986 року здобувши титул чемпіона країни.
Успіх з «Янг Бойз» привернув до тренера увагу клубів сильніших європейських ліг, і 16 травня 2018 року було оголошено, що він стане наступником Ніко Ковача у тренерському штабі франкфуртського «Айнтрахта» з німецької Бундесліги. Очолив цю команду 1 липня 2018 року. Початок роботи в Німеччині не був вдалим — «Айнтрахт» припинив боротьбу за Кубок Німеччини вже у першому ж раунді, програвши «Ульму» з четвертого дивізіону, а також здобув лише чотири очки у перших п'яти матчах чемпіонату. Проте згодом команда видали безпрограшну серію з 11 ігор усіх турнірів, в яких здобула 10 перемог, та бездоганно подолала груповий етап Ліги Європи УЄФА 2018—2019, перемігши в усіх матчах своєї групи, де їй протистояли зокрема італійське «Лаціо» і французький «Марсель». Перебувачи в «Айнтрахті» двічі, в сезонах 2018–19 і 2020–21, визнавався найкращим тренером Бундесліги.
У квітні 2021 року оголосив, що влітку того ж року залишить франкфуртську команду аби очолити тренерський штаб «Боруссії» (Менхенгладбах), головним тренером якої офіційно став 1 липня 2021 року. Після закінчення сезону покинув клуб.

## Титули і досягнення

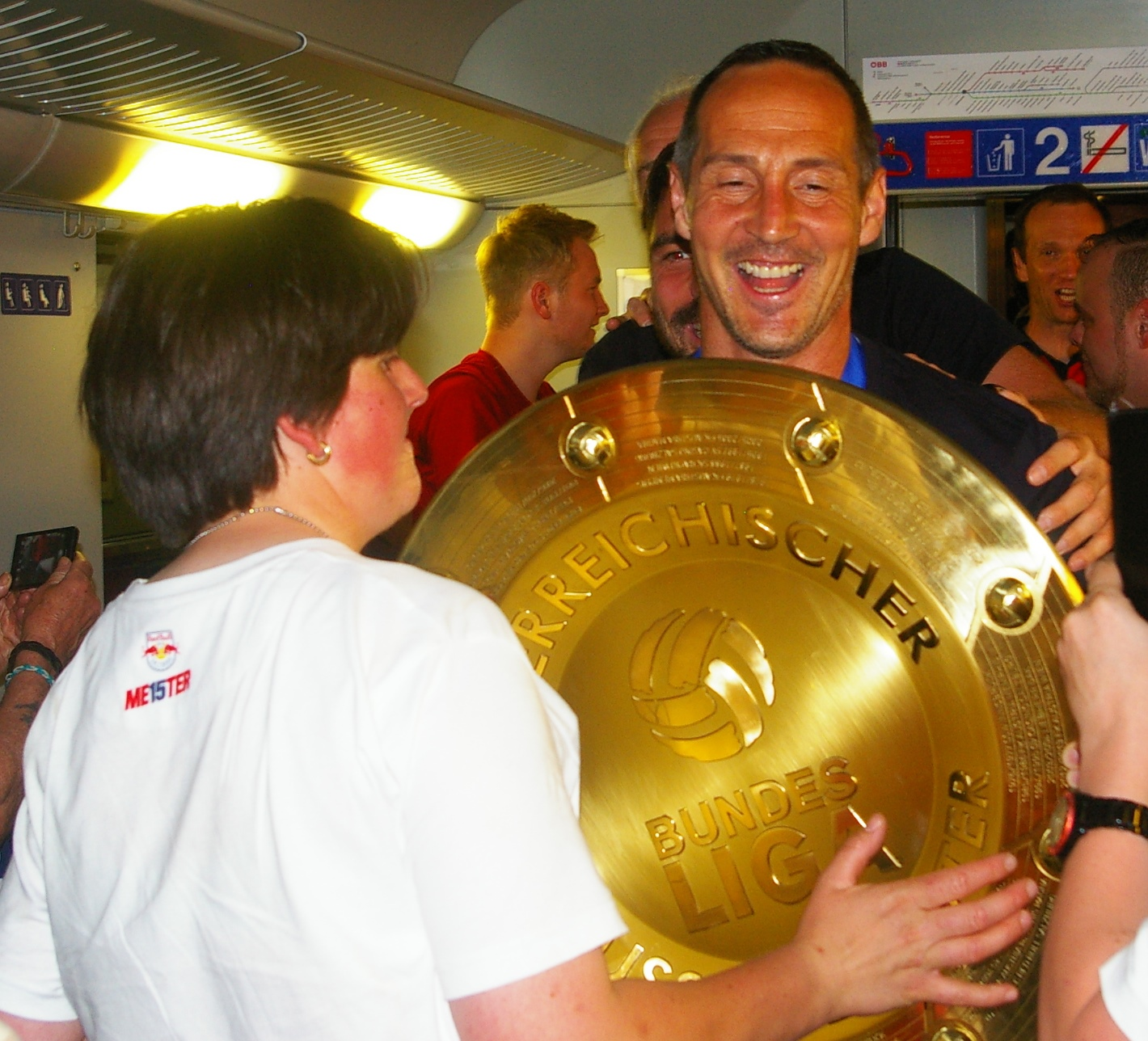
Адольф Гюттер з трофеєм чемпіона Австрії. 4 червня 2015 року.

### Як гравця
- Чемпіон Австрії (3):

«Казино» (Зальцбург): 1993–94, 1994–95, 1996–97
- Володар Кубка Австрії (1):

ГАК (Грац): 2001–02
- Володар Суперкубка Австрії (3):

«Казино» (Зальцбург): 1994, 1995, 1997

### Як тренера
- Чемпіон Австрії (1):

«Ред Булл»: 2014–15
- Володар Кубка Австрії (1):

«Ред Булл»: 2014–15
- Чемпіон Швейцарії (1):

«Янг Бойз»: 2017-18